# Viorel Ionel
Viorel Ionel este un fost deputat român în legislatura 2000-2004, ales în județul Mehedinți pe listele partidului PRM. Viorel Ionel a fost validat pe data de 29 iunie 2004, dată la care l-a înlocuit pe deputatul Iancu Holtea.

## Legături externe
- Viorel Ionel Arhivat în 7 februarie 2007, la Wayback Machine. la cdep.ro